# Districtul Ammerland
Districtul Ammerland este un district rural (în germană Landkreis) situat în landul Saxonia Inferioară, Germania.